# Quatuor pour piano et cordes no 2 de Brahms
Pour les articles homonymes, voir Quatuor pour piano et cordes.
Le Quatuor  pour piano et cordes no 2 en la majeur opus 26 est un quatuor pour violon, alto, violoncelle et piano de Johannes Brahms. Composé en 1861 et achevé en septembre de la même année, il fut publié en 1863. L'ouvrage fut sévèrement accueilli par le critique musical Eduard Hanslick trouvant les thèmes « secs et ennuyeux ».

## Analyse de l'œuvre
1. Allegro non troppo (à 
)
2. Poco adagio (en mi majeur, à )
3. Scherzo (poco allegro en la majeur, à 
)
4. Allegro alla breve.

- Durée d'exécution : quarante huit minutes;